# Afonso al VI-lea al Portugaliei
Afonso al VI-lea (n. 21 august 1643, Lisabona, Portugalia – d. 12 septembrie 1683, Sintra (Santa Maria e São Miguel, São Martinho e São Pedro de Penaferrim)⁠(d), Districtul Lisabona, Portugalia) a fost al 22-lea (sau 23-lea potrivit unor istoricii) rege al Portugaliei (1656–1683).

## Biografie
Afonso a fost al doilea fiu al regelui Ioan al IV-lea al Portugaliei și a reginei Luisa de Medina-Sidonia. La vârsta de trei ani, Afonso a suferit de o boală care i-a paralizat partea stângă a corpului iar sănătatea mintală era instabilă. Tatăl său l-a numit al 10-lea Duce de Bragança.
În 1653 după moartea fratelui său mai mare, Teodósio, Prinț al Braziliei, Afonso a devenit moștenitor aparent al tronului. În 1656, la vârsta de 13 ani i-a succedat tatălui său (João IV). Mama lui, Luisa de Medina-Sidonia, a fost numită regentă. Sănătatea mentală instabilă și paralizia plus dezinteresul său legat de guvernare a lăsat-o regentă pe mama sa timp de șase ani, până în 1662. 
Afonso a supravegheat victorii militare asupra spaniolilor la Ameixial (8 iunie 1663) și la Montes Claros (17 iunie 1665), culminând cu recunoașterea de către Spania a noii dinastii portugheze, Casa de Braganza, la 13 februarie 1668 prin Tratatul de la Lisabona.
În 1662, Contele de Castelo Melhor a văzut o oportunitate de a obține puterea la curte împrietenindu-se cu regele. El l-a convins pe rege că mama lui voia să-i fure tronul și să-l trimită în exil. Ca urmare, Afonso a preluat controlul tronului și și-a trimis mama la mănăstire.
S-a căsătorit cu Maria Francisca de Savoia, fiica Ducelui de Savoia în 1666 însă mariajul nu a durat mult. Maria Francisca a cerut anularea căsătoriei în 1667 motivând impotența regelui. Biserica i-a garantat anularea iar ea s-a căsătorit cu fratele mai mic al regelui, Pedro, Duce de Beja (viitorul Pedro al II-lea). În același an, în 1668, Pedro a devenit regent. Alfonso a fost exilat pe insula Terceira în Azore timp de șapte ani, întorcându-se în Portugalia cu puțin timp înainte să moară în 1683.